# Luis Zoff
Luis Zoff (... – 2 aprile 2019) è stato un cestista argentino.

## Carriera
Con l'Argentina ha disputato i Campionati sudamericani del 1969, vincendo la medaglia di bronzo.